# Klasztor w Charlieu
Klasztor benedyktyński Saint-Fortuné w Charlieu – wzniesiony w XI wieku. Od 1846 roku posiada status monument historique, w kategorii classé MH (zabytek o znaczeniu krajowym).

## Lokalizacja
Klasztor jest zlokalizowany na terenie miejscowości Charlieu, przy 9001 Allée Élisabeth Sunderland, w departamencie Loara, w regionie Auvergne-Rhône-Alpes. 

## Opis
Opactwo zostało założone w 872 roku przez hrabiego Bosona V z Prowansji, przyszłego króla Burgundii i Ratberta, biskupa Walencji, w miejscowości zwanej Sornin, którą mnisi przemianowali na Charlieu (carus locus). Początkowo autonomiczne opactwo zostało następnie przyłączone do Zakonu Saint-Benoît (lub Zakonu Cluny) około 930-940. Od X wieku w kościele opackim przechowywano relikwie św. Szczepana i św. Fortuné.
Opactwo w następnym stuleciu przeżywało kryzys i budynki popadły w ruinę. W XI wieku kościół musiał zostać odbudowany
Przed rewolucją francuską w klasztorze przebywało jedynie 6 mnichów. Podczas rewolucji klasztor został sekularyzowany a następnie sprzedany. Większość kościoła rozebrano, pozostała jedynie nawa główna i przedsionek.
Portal fasady zachodniej kościoła pochodzi z około 1100 roku. Tympanon przedstawia Chrystusa w mandorli niesionego przez dwa anioły – postać, która jest często wykorzystywana w burgundzkich portalach. Portale elewacji północnej pochodzą z XII wieku.
Od XV wieku, podobnie jak w Cluny, przeor mieszkał w sąsiadującej z klasztorem prywatnej rezydencji. Prace budowlane domu przeora Charlieu podjął się Antoine Geoffroy, od 1487 do 1498, a kontynuował Jean de la Magdelaine przed 1509 do 1527, którego herb znajduje się na drzwiach wejściowych. Budynek prawdopodobnie ukończono w 1514 r. W XVIII wieku znajdującą się na parterze sypialnię przeora ozdobiono stolarką w stylu Ludwika XV.
Wieża więzienna pochodzi z XII wieku. Wieża Żandarmerii to pozostałość obwarowań klasztornych (koniec XV wieku). Jest to wieża mieszkalna, zajmowana do 1790 roku przez zakonników. Sprzedana jako własność narodowa wieża i przylegający do niej budynek zostały opuszczone, a następnie przejęte przez żandarmerię w okresie Drugiego Cesarstwa. W 1920 r. zniszczono budynek przylegający do wieży, aby umożliwić budowę pomnika poległych w czasie I wojny światowej. Wieża ma średnicę 6 i około dwudziestu metrów wysokości. Wewnętrzna klatka schodowa obsługuje trzy piętra. Na pierwszym piętrze znajduje się monumentalny kominek i ślady malarskiej dekoracji ściennej.

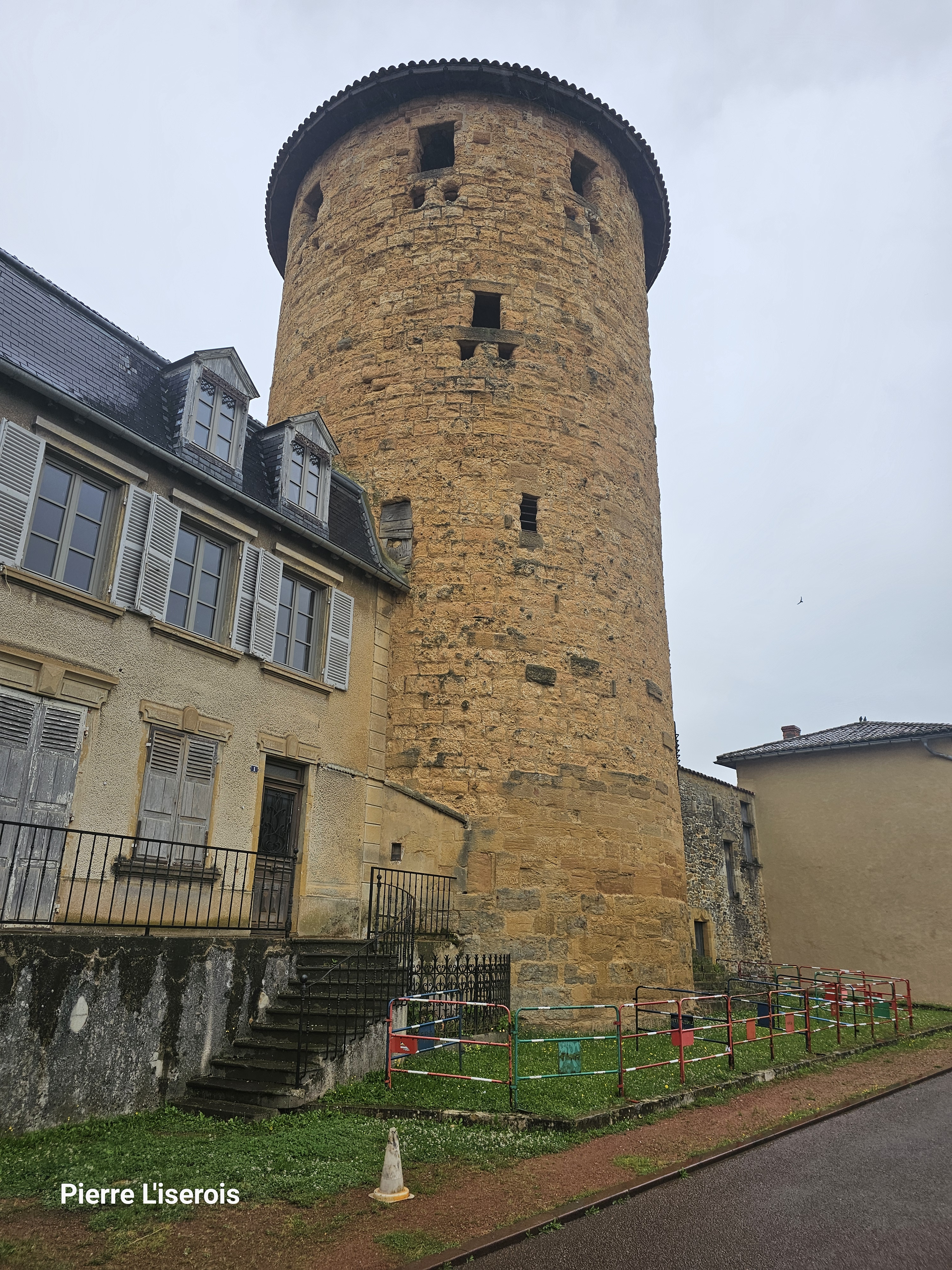
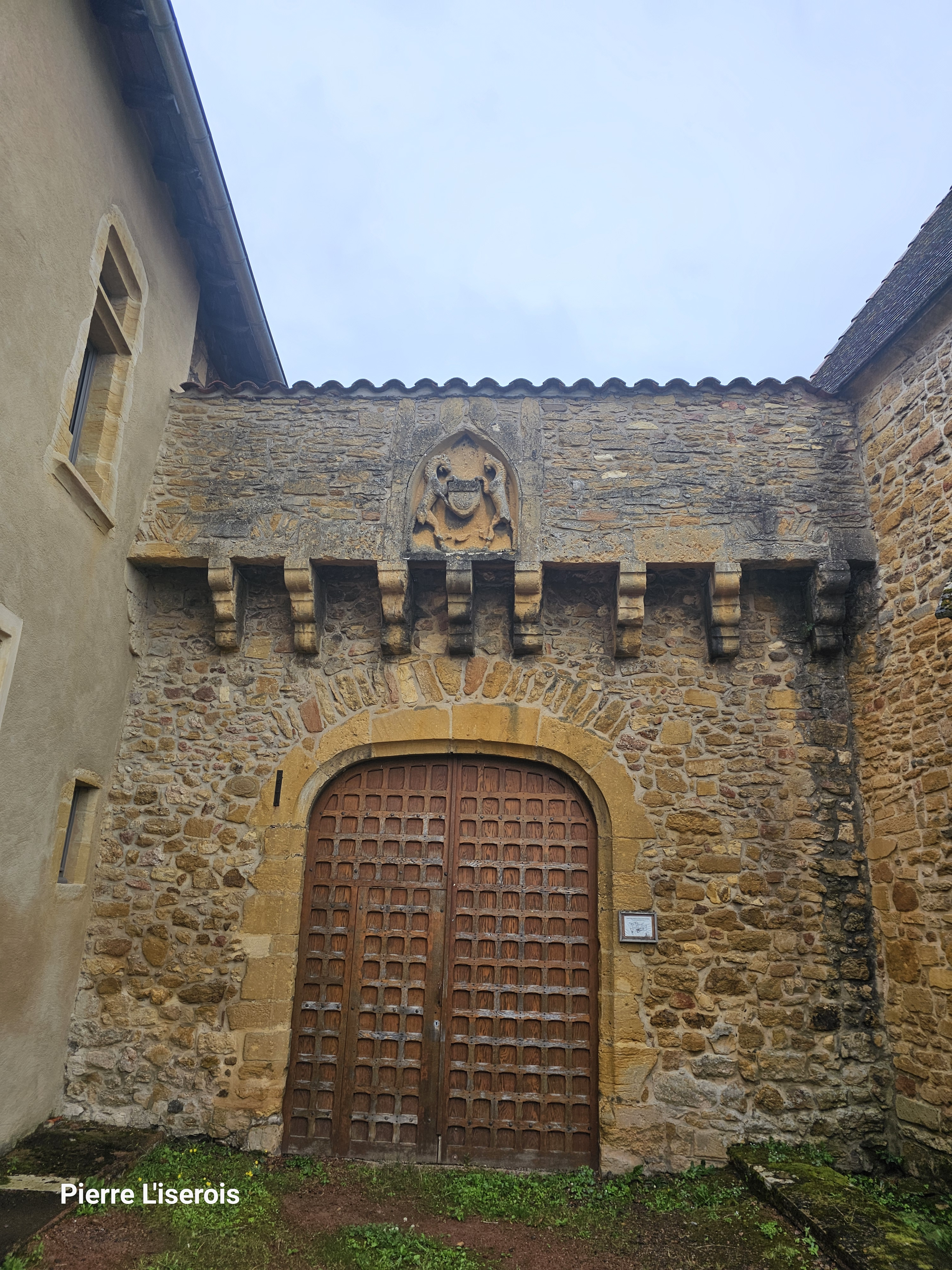
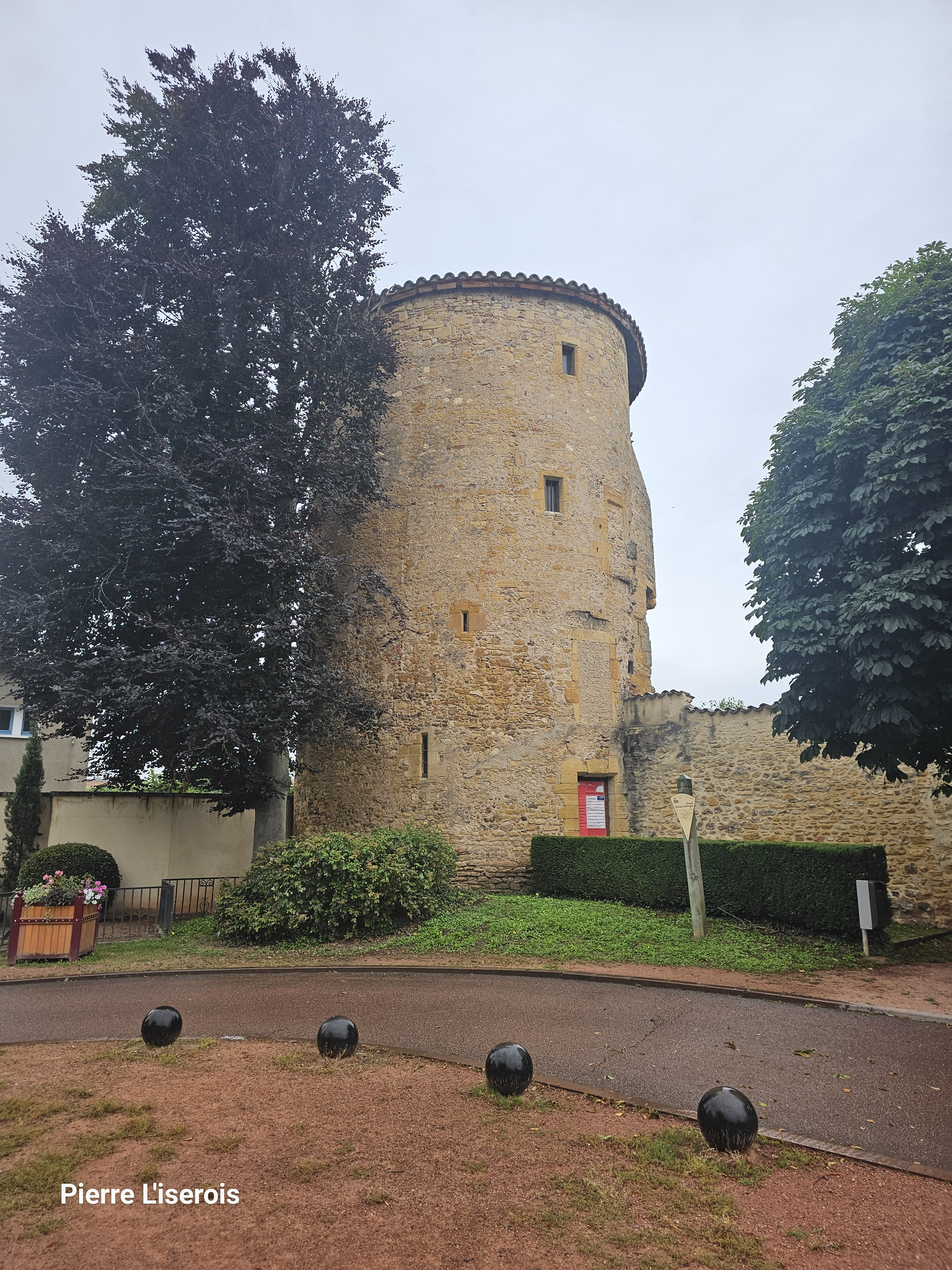
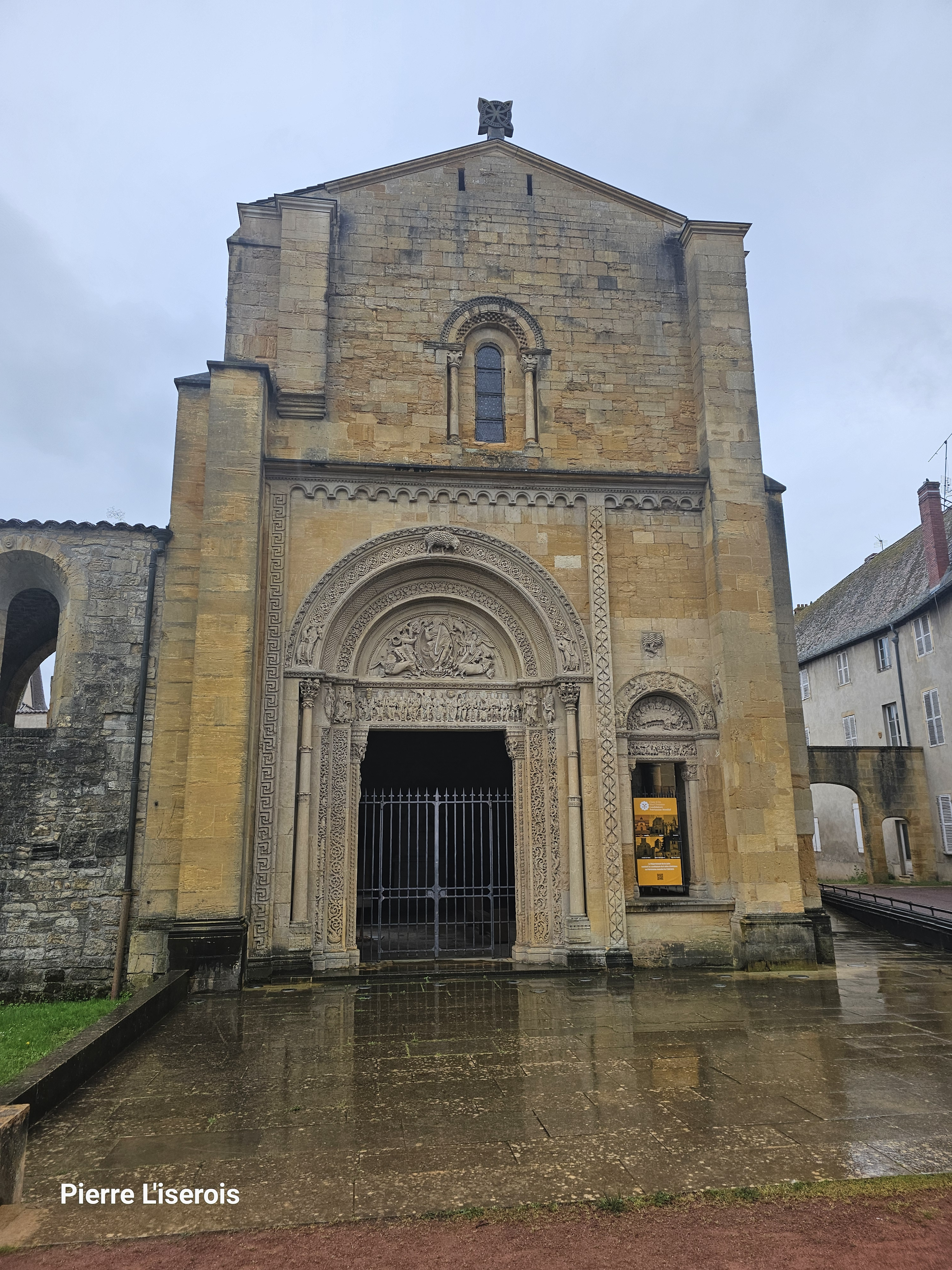
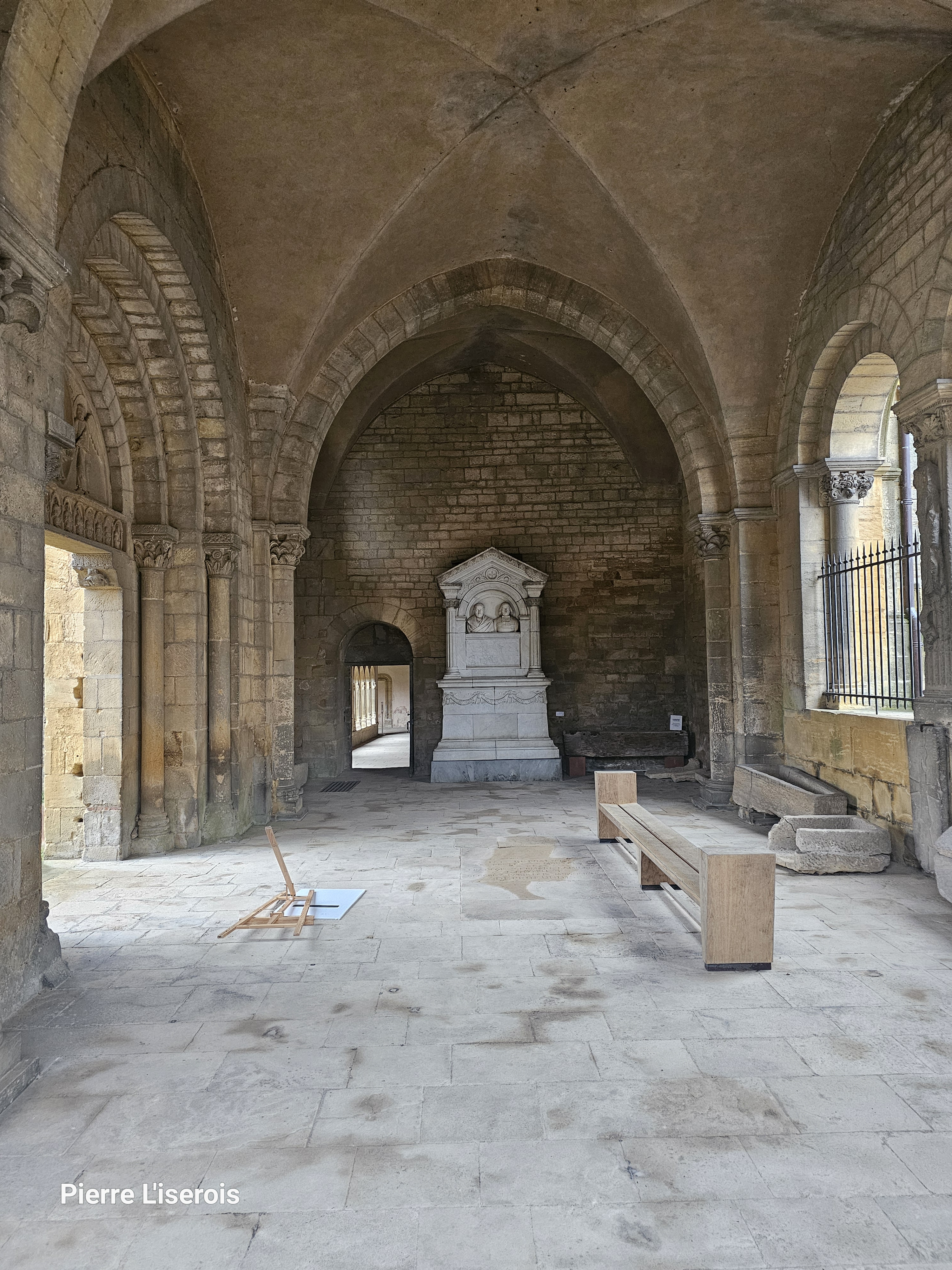
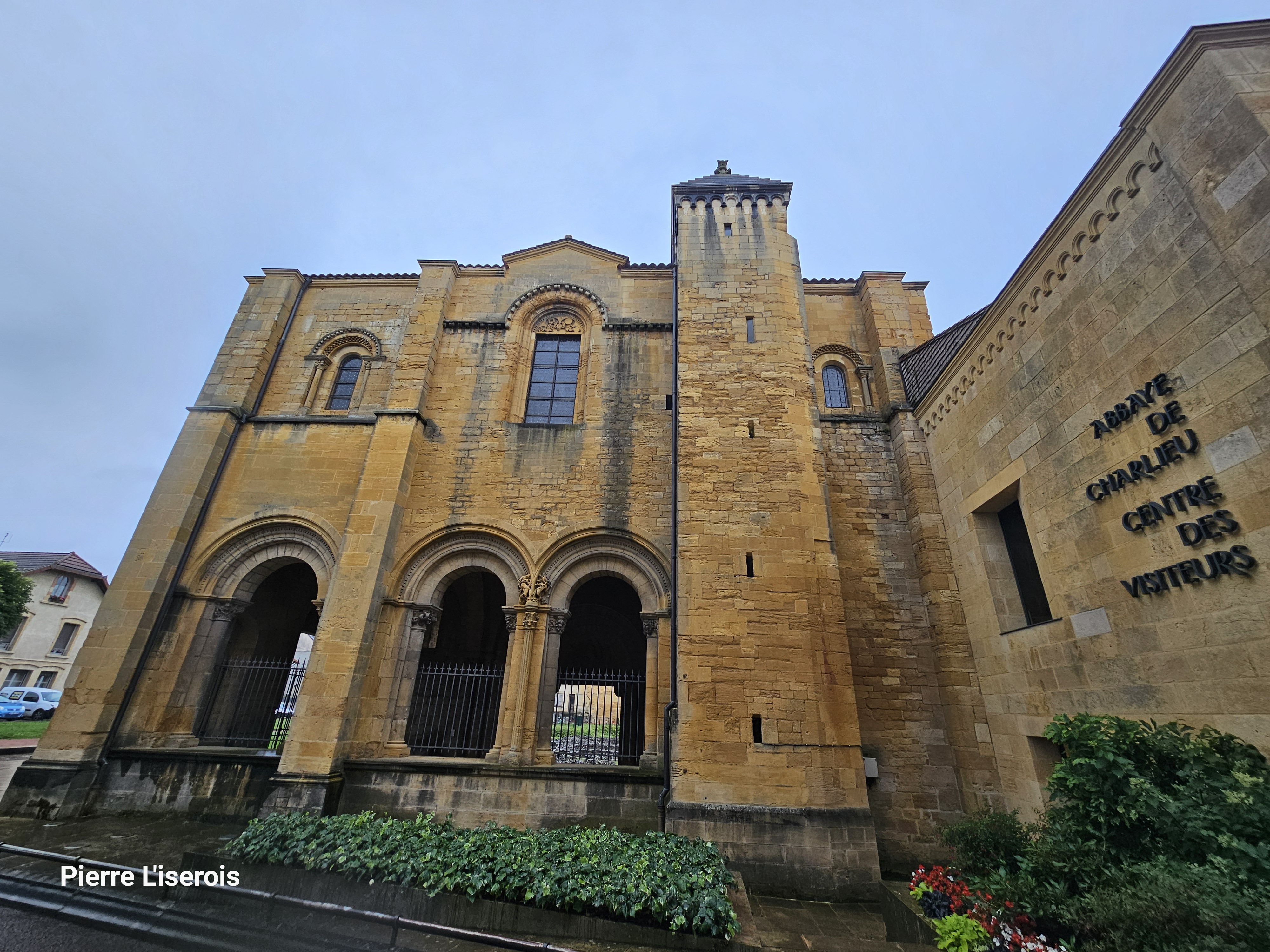
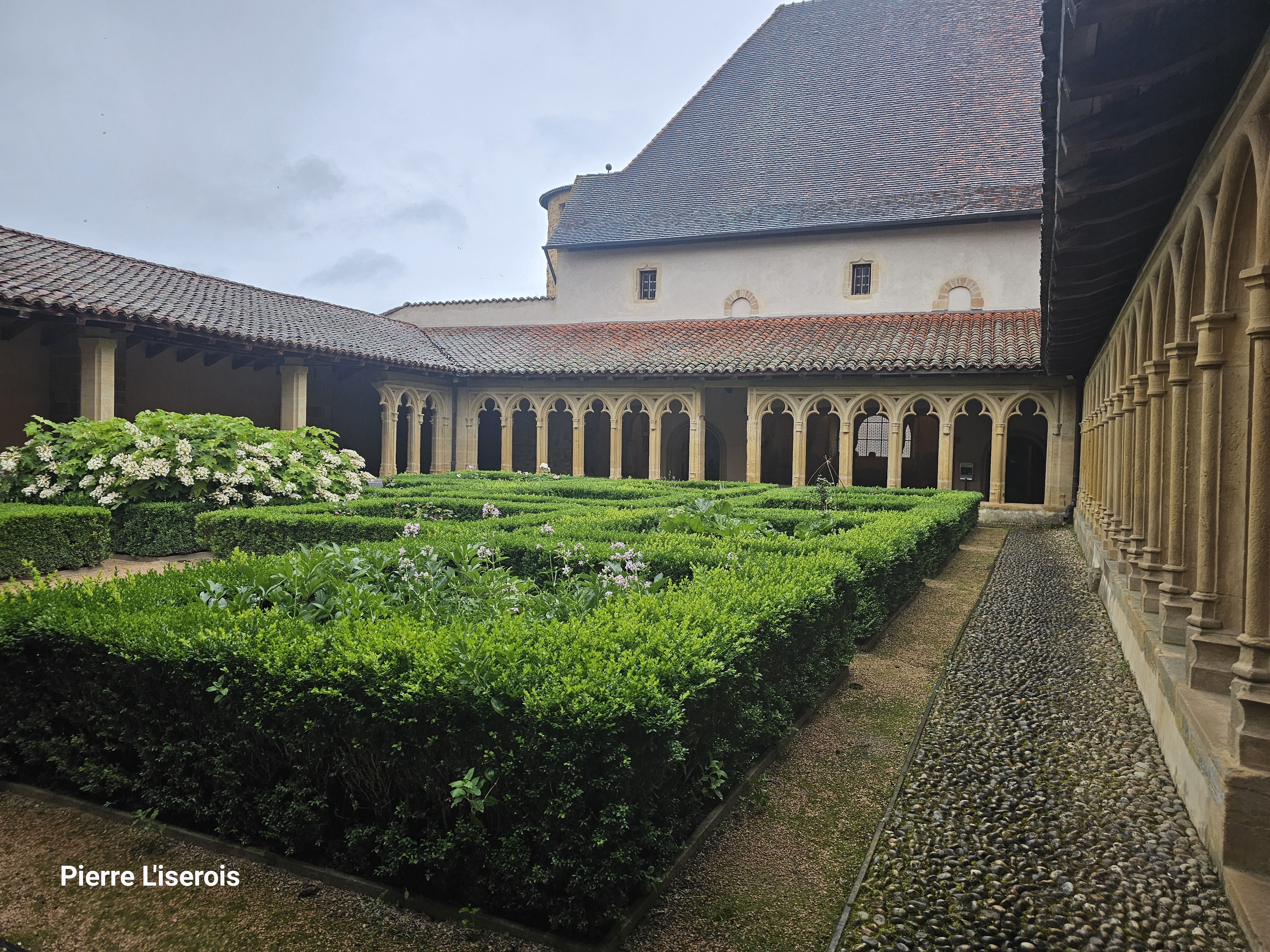
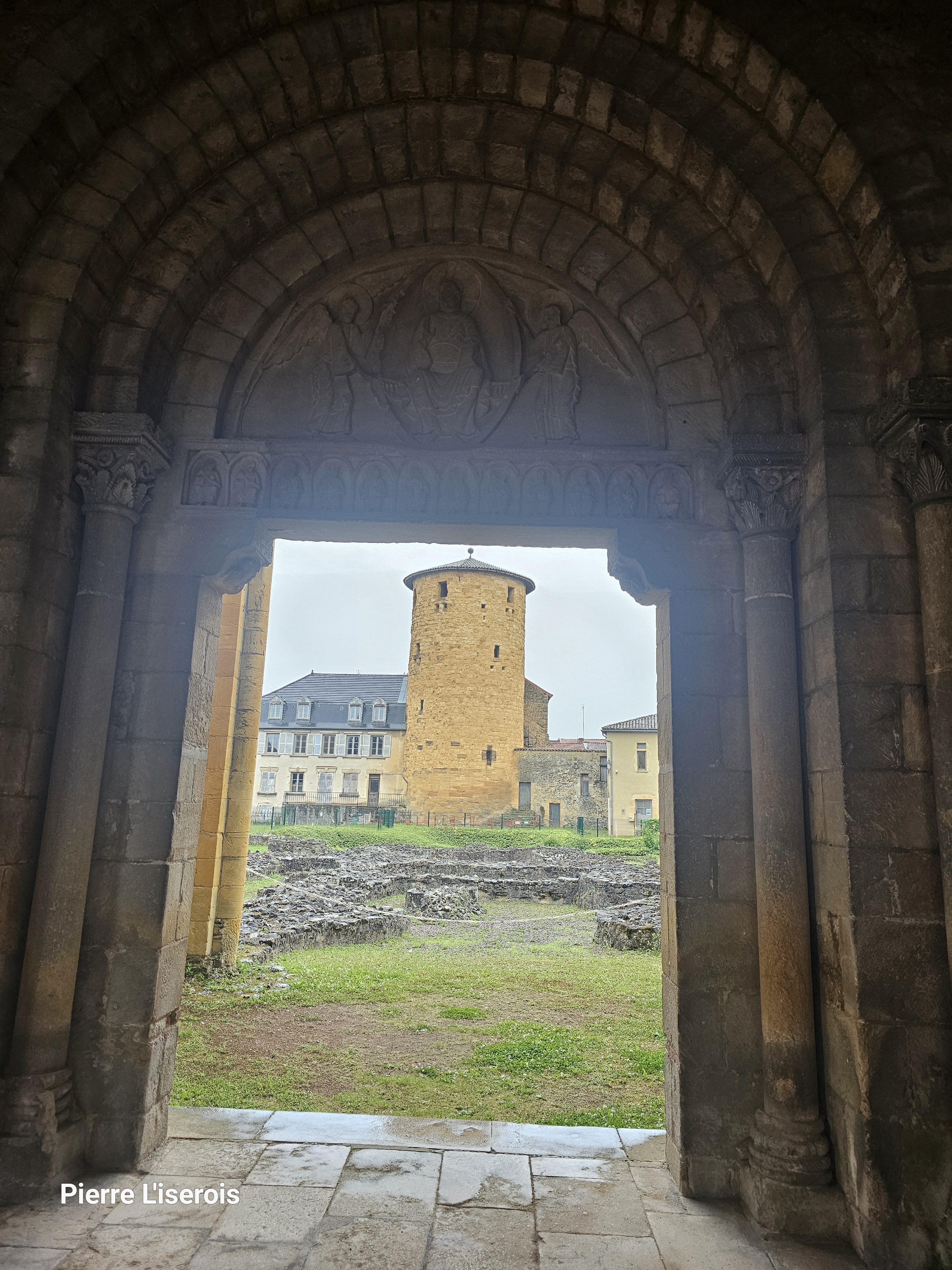
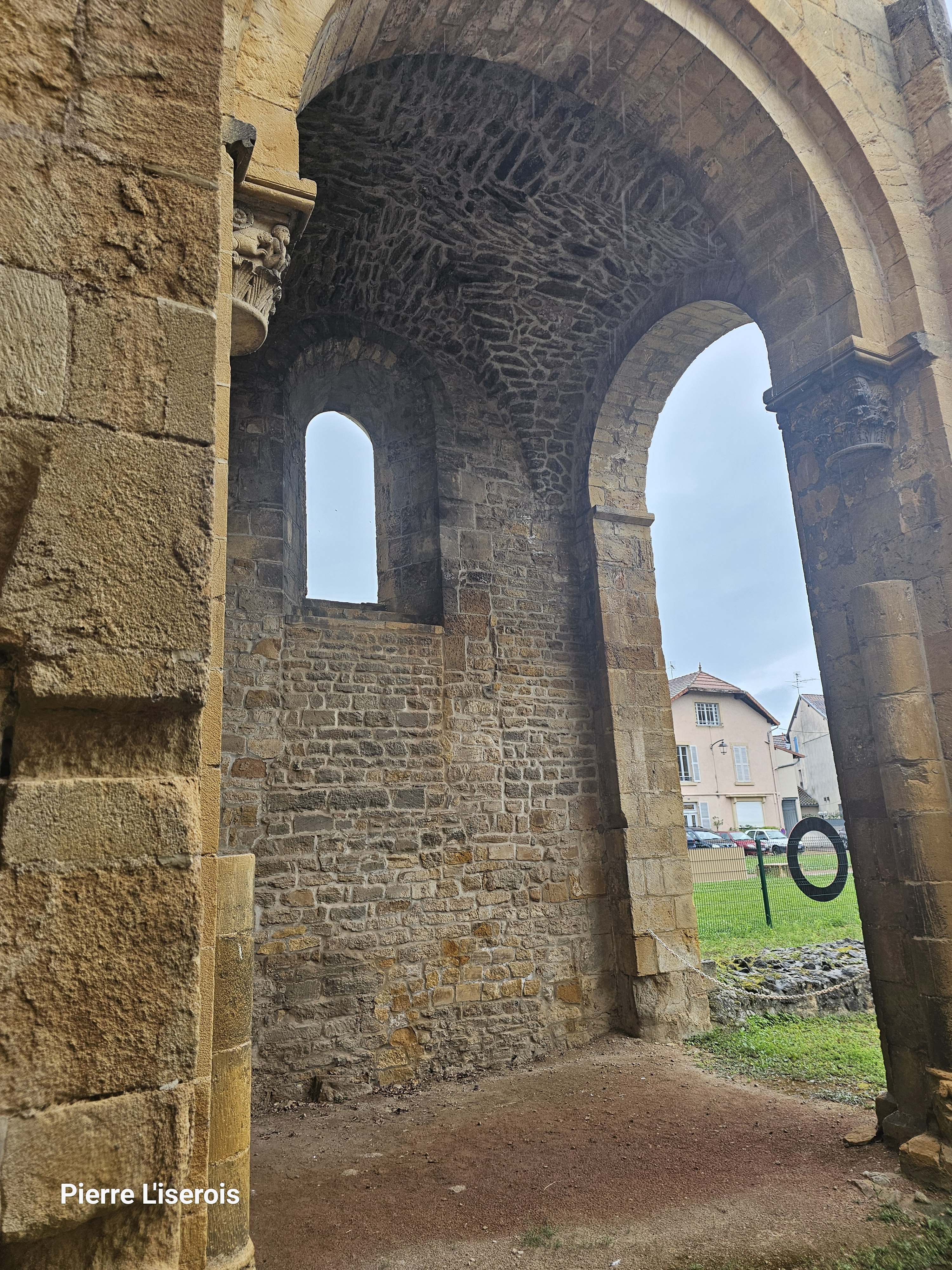
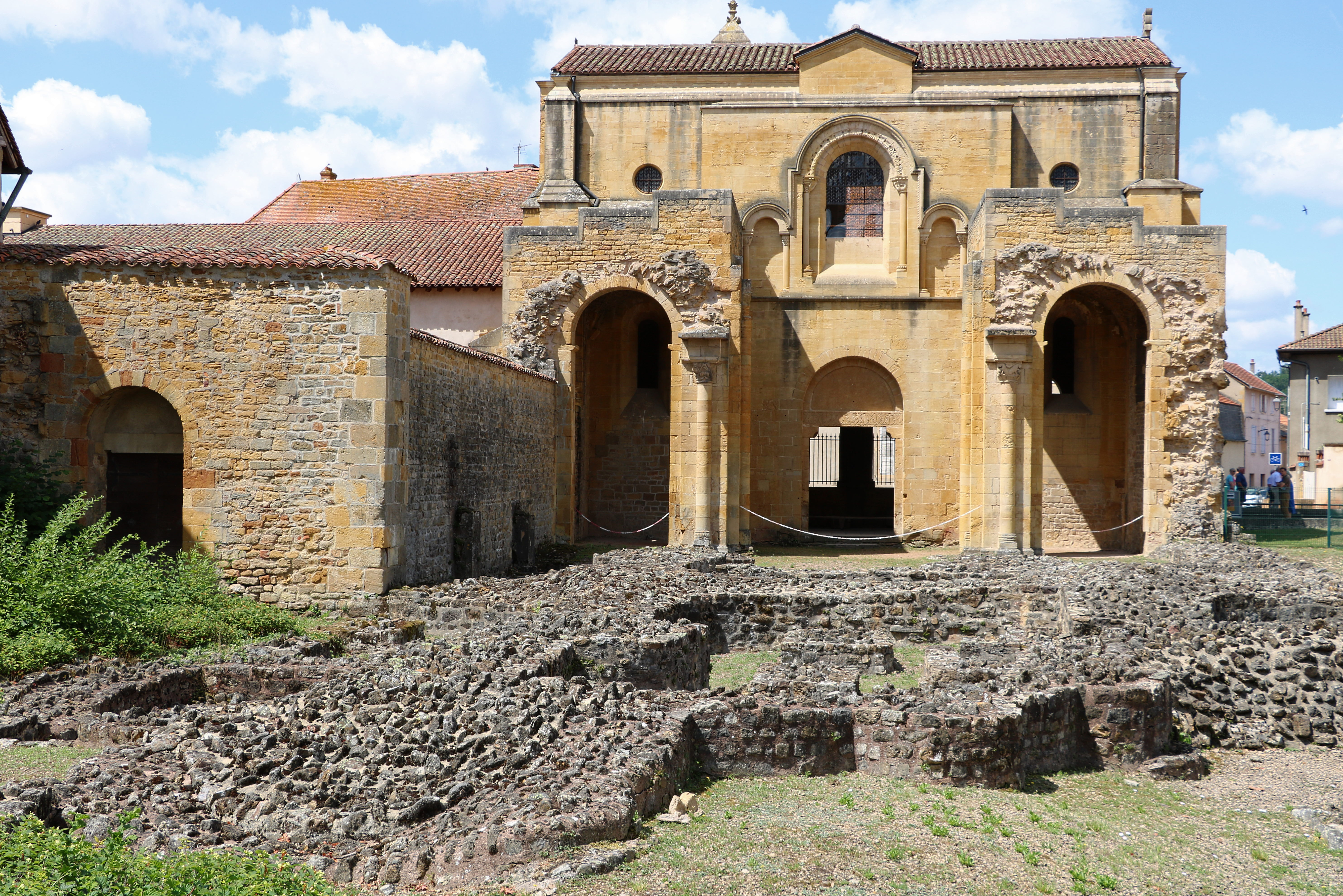